# Tupiná
Tupiná (Tupinaê, Topiães), jedno od starih plemena Tupí Indijanaca, velika porodica tupian, koji su u domorodačko verijeme živjeli na području današnjih brazilskih država Minas Gerais i Bahia, poglavito uz rijeku São Francisco i susjedstvu Amoipira. 
Tupiná-Indijanci drugi su val Tupija koji je pristigao na brazilsku obalu, odmah nakon plemena Tupinikin, i nastanili se na Zaljevu svih svetih ili Baía de Todos os Santos. Otuda su ih u unutrašnjost potisnulu njihovi snažniji rođaci Tupinamba.